# Magyarország a 2016. évi téli ifjúsági olimpiai játékokon
Magyarország az norvégiai Lillehammer megrendezett 2016. évi téli ifjúsági olimpiai játékok egyik részt vevő nemzete volt. Az ország a játékokon 9 sportágban 15 sportolóval képviseltette magát, akik összesen 2 érmet szereztek.

## Érmesek
| Érem  | Versenyző       | Sportág                    | Versenyszám |
| ----- | --------------- | -------------------------- | ----------- |
| Ezüst | Jászapáti Petra | Rövidpályás gyorskorcsolya | Lány 500 m  |
| Bronz | Liu Shaoang     | Rövidpályás gyorskorcsolya | Fiú 1000 m  |

### Magyar érmesek vegyes csapatokkal
| Érem  | Versenyző         | Sportág                    | Versenyszám   |
| ----- | ----------------- | -------------------------- | ------------- |
| Ezüst | Jászapáti Petra   | Rövidpályás gyorskorcsolya | Vegyes váltó  |
| Bronz | Medgyesi Fruzsina | Műkorcsolya                | Vegyes csapat |

## További magyar pontszerzők

### 4. helyezettek
| Versenyző       | Sportág                    | Versenyszám          |
| --------------- | -------------------------- | -------------------- |
| Vértes Nátán    | Jégkorong                  | Fiú egyéni ügyességi |
| Jászapáti Petra | Rövidpályás gyorskorcsolya | Lány 1000 m          |

### 5. helyezettek
| Versenyző       | Sportág                    | Versenyszám |
| --------------- | -------------------------- | ----------- |
| Sziklási András | Rövidpályás gyorskorcsolya | Fiú 1000 m  |

### 6. helyezettek
| Versenyző       | Sportág                    | Versenyszám  |
| --------------- | -------------------------- | ------------ |
| Sziklási András | Rövidpályás gyorskorcsolya | Vegyes váltó |

## Alpesisí

### Fiú
| Versenyző        | Versenyszám            | 1. futam      | 1. futam      | 2. futam | 2. futam | Összesítés | Összesítés |
| Versenyző        | Versenyszám            | Idő           | Hely.         | Idő      | Hely.    | Idő        | Helyezés   |
| ---------------- | ---------------------- | ------------- | ------------- | -------- | -------- | ---------- | ---------- |
| Szőllős Barnabás | Műlesiklás             | 51,09         | 11.           | 50,27    | 7.       | 1:41,36    | 7.         |
| Szőllős Barnabás | Óriás-műlesiklás       | 1:21,28       | 22.           | 1:19,50  | 11.      | 2:40,78    | 14.        |
| Szőllős Barnabás | Szuperóriás-műlesiklás |               |               |          |          | 1:12,38    | 16.        |
| Szőllős Barnabás | Összetett              | nem ért célba | nem ért célba | kiesett  | kiesett  | kiesett    | kiesett    |

### Lány
| Versenyző     | Versenyszám            | 1. futam      | 1. futam      | 2. futam | 2. futam | Összesítés | Összesítés |
| Versenyző     | Versenyszám            | Idő           | Hely.         | Idő      | Hely.    | Idő        | Helyezés   |
| ------------- | ---------------------- | ------------- | ------------- | -------- | -------- | ---------- | ---------- |
| Archam Chiara | Műlesiklás             | nem ért célba | nem ért célba | kiesett  | kiesett  | kiesett    | kiesett    |
| Archam Chiara | Óriás-műlesiklás       | 1:23,71       | 19.           | 1:20,80  | 20.      | 2:44,51    | 20.        |
| Archam Chiara | Szuperóriás-műlesiklás |               |               |          |          | 1:17,17    | 24.        |
| Archam Chiara | Összetett              | 1:19,02       | 25.           | 47,59    | 21.      | 2:06,61    | 21.        |

## Biatlon

### Fiú
| Versenyző      | Versenyszám   | Idő     | Lövőhiba | Helyezés |
| -------------- | ------------- | ------- | -------- | -------- |
| Herneczky Áron | Sprint        | 22:04,5 | 1        | 40.      |
| Herneczky Áron | Üldözőverseny | 34:38,9 | 2        | 35.      |

### Lány
| Versenyző     | Versenyszám   | Idő     | Lövőhiba | Helyezés |
| ------------- | ------------- | ------- | -------- | -------- |
| Veres Mirella | Sprint        | 22:01,9 | 3        | 43.      |
| Veres Mirella | Üldözőverseny | 31:38,2 | 3        | 39.      |

### Vegyes
| Versenyző                    | Versenyszám         | Idő     | Lövőhiba | Helyezés |
| ---------------------------- | ------------------- | ------- | -------- | -------- |
| Veres Mirella Herneczky Áron | Egyéni vegyes váltó | 45:42,0 | 0+16     | 19.      |

## Jégkorong

### Fiú
| Versenyző    | Versenyszám      | Selejtező | Selejtező | Döntő | Döntő |
| Versenyző    | Versenyszám      | Pont      | Hely.     | Pont  | Hely. |
| ------------ | ---------------- | --------- | --------- | ----- | ----- |
| Vértes Nátán | Egyéni ügyességi | 16        | 4.        | 11.   | 4.    |

## Műkorcsolya

### Lány
| Versenyző         | Versenyszám | Rövid program | Rövid program | Kűr   | Kűr   | Összesítés | Összesítés |
| Versenyző         | Versenyszám | Pont          | Hely.         | Pont  | Hely. | Pont       | Helyezés   |
| ----------------- | ----------- | ------------- | ------------- | ----- | ----- | ---------- | ---------- |
| Medgyesi Fruzsina | Egyéni      | 43,45         | 14.           | 74,16 | 14.   | 117,61     | 14.        |

### Vegyes nemzetek
| Versenyző | Versenyszám   | Férfi egyéni | Női egyéni | Páros | Jégtánc | Összesítés | Összesítés |
| Versenyző | Versenyszám   | Pont         | Pont       | Pont  | Pont    | Pont       | Helyezés   |
| --- | ------------- | ------------ | ---------- | ----- | ------- | ---------- | ---------- |
| Marjorie Lajoie / Zachary Lagha (CAN) · Gao Yumeng / Li Bowen (CHN) · Medgyesi Fruzsina (HUN) · Deniss Vasiljevs (LAT) | Vegyes csapat | 6            | 3          | 1     | 8       | 18         | Bronz      |

## Rövidpályás gyorskorcsolya
| Versenyző                                                                                           | Versenyszám  | Negyeddöntő   | Negyeddöntő   | Elődöntő | Elődöntő | Elődöntő | Döntő   | Döntő         | Döntő         | Helyezés |
| Versenyző                                                                                           | Versenyszám  | Idő           | Hely.         | Típus    | Idő      | Hely.    | Típus   | Idő           | Hely.         | Helyezés |
| --------------------------------------------------------------------------------------------------- | ------------ | ------------- | ------------- | -------- | -------- | -------- | ------- | ------------- | ------------- | -------- |
| Liu Shaoang                                                                                         | Fiú 500 m    | nem ért célba | nem ért célba | C/D      | 44,349   | 1.       | C       | 44,366        | 1.            | 9.       |
| Liu Shaoang                                                                                         | Fiú 1000 m   | 1:31,307      | 1.            | A/B      | 1:27,428 | 2.       | A       | 1:28,187      | 3.            | Bronz    |
| Sziklási András                                                                                     | Fiú 500 m    | 44,918        | 3.            | C/D      | 44,651   | 2.       | C       | kizárták      | kizárták      | 12.      |
| Sziklási András                                                                                     | Fiú 1000 m   | 1:34,256      | 2.            | A/B      | 1:31,209 | 4.       | A       | 1:29,324      | 5.            | 5.       |
| Jászapati Petra                                                                                     | Lány 500 m   | 44,855        | 2.            | A/B      | 44,864   | 2.       | A       | nem ért célba | nem ért célba | Ezüst    |
| Jászapati Petra                                                                                     | Lány 1000 m  | 1:37,636      | 2.            | A/B      | 1:36,385 | 2.       | A       | 1:34,431      | 4.            | 4.       |
| A csapat · April Shin (USA) · Zang Yize (CHN) · Pavel Sitniko (RUS) · Sziklási András (HUN)         | Vegyes váltó |               |               |          | 4:18,683 | 3.       | B       | 4:25,169      | 3.            | 6.       |
| C csapat · Jászapáti Petra (HUN) · Julia Moore (AUS) · Tjerk De Boer (NED) · Kiichi Shigehiro (JPN) | Vegyes váltó |               |               |          | 4:15,332 | 1.       | A       | 4:14,495      | 2.            | Ezüst    |
| D csapat · Gong Li (CHN) · Lee Su-youn (KOR) · Liu Shaoang (HUN) · Yerkebulan Shamukhanov (KAZ)     | Vegyes váltó |               |               |          | kizárták | kizárták | kiesett | kiesett       | kiesett       | kiesett  |

## Síakrobatika

### Fiú
| Versenyző  | Versenyszám | Selejtező | Selejtező | Rangsorolás | Rangsorolás | Elődöntő | Döntő    | Helyezés |
| Versenyző  | Versenyszám | Idő       | Hely.     | Pont        | Hely.       | Helyezés | Helyezés | Helyezés |
| ---------- | ----------- | --------- | --------- | ----------- | ----------- | -------- | -------- | -------- |
| Nagy Bence | Krossz      | 46,77     | 15.       | 6           | 16.         | kiesett  | kiesett  | kiesett  |

## Sífutás

### Fiú
| Versenyző    | Versenyszám       | Selejtező | Selejtező | Negyeddöntő | Negyeddöntő | Elődöntő | Elődöntő | Döntő   | Helyezés |
| Versenyző    | Versenyszám       | Idő       | Hely.     | Idő         | Hely.       | Idő      | Hely.    | Idő     | Helyezés |
| ------------ | ----------------- | --------- | --------- | ----------- | ----------- | -------- | -------- | ------- | -------- |
| Gyallai Máté | 10 km             |           |           |             |             |          |          | 30:14,8 | 48.      |
| Gyallai Máté | Klasszikus sprint | 3:26,88   | 40.       | kiesett     | kiesett     | kiesett  | kiesett  | kiesett | kiesett  |
| Gyallai Máté | Szabad stílusú    | 3:40.97   | 45        |             |             | kiesett  | kiesett  | kiesett | kiesett  |

## Síugrás
| Versenyző      | Versenyszám             | Első forduló | Első forduló | Első forduló | Döntő | Döntő | Döntő | Összesítés | Összesítés |
| Versenyző      | Versenyszám             | Táv          | Pont         | Hely.        | Táv   | Pont  | Hely. | Pont       | Helyezés   |
| -------------- | ----------------------- | ------------ | ------------ | ------------ | ----- | ----- | ----- | ---------- | ---------- |
| Molnár Kristóf | Fiú egyéni, normálsánc  | 53,0         | 25,0         | 19.          | 63,0  | 39,3  | 19.   | 64,3       | 19.        |
| Vörös Virág    | Lány egyéni, normálsánc | 62,5         | 44,2         | 13.          | 62,5  | 45,3  | 13.   | 89,5       | 13.        |

## Snowboard
| Versenyző     | Versenyszám    | Selejtező | Selejtező | Rangsorolás | Rangsorolás | Elődöntő | Döntő    |
| Versenyző     | Versenyszám    | Idő       | Hely.     | Pont        | Helyezés    | Helyezés | Helyezés |
| ------------- | -------------- | --------- | --------- | ----------- | ----------- | -------- | -------- |
| Szász Csongor | Snowboardcross | 54,68     | 17.       | kiesett     | kiesett     | kiesett  | kiesett  |
| Fehér Zsófia  | Snowboardcross | 54,23     | 11.       | 8           | 13.         | kiesett  | kiesett  |